# Château d'Iwasaki
Pour les articles homonymes, voir Iwasaki.
Le château d'Iwasaki (岩崎城, Iwasaki-jō) est un hirayamajiro (平山城, château en hauteur) situé à Nisshin, préfecture d'Aichi au Japon. Construit durant l'époque Sengoku dans la province d'Owari, c'était un château de renfort au château de Shobata (勝幡城, Shobata-jō).

## Histoire
Oda Nobuhide construisit le château d'Iwasaki au début du XVIe siècle pour essayer de protéger ses frontières occidentales. Le château changea de mains en 1529 quand Matsudaira Kiyoyasu s'en empara et en fit le quartier général du clan Matsudaira. Matsudaira Hirotada, le fils de Kiyoyasu, se transporta ailleurs après l'assassinat de Kiyoyasu par un de ses serviteurs, Abe Masatoyo, en 1535. Niwa Ujikiyo fut mis à la tête du château et ses descendants continuèrent à y régner jusqu'à la bataille du château d'Iwasaki, en 1584, qui faisait partie de la plus importante bataille de Komaki et Nagakute. Durant le conflit, le château fut assiégé et pris par les forces du clan Toyotomi menées par Ikeda Tsuneoki. La garnison, menée par Niwa Ujitsugu, subit de nombreuses pertes (300 morts) dont Niwa Ujishige, le frère d'Ujitsugu. Le château fut abandonné et détruit après la bataille de Sekigahara en 1600.

## Aujourd'hui
Le château est à présent situé dans un parc de deux hectares. Il reste quelques ruines du château dont les restes du puits et un yagura, qui furent découverts à l'occasion de fouilles archéologiques. Le donjon (tenshu) a été reconstruit en béton en 1987 et héberge un musée consacré à l'histoire du château.

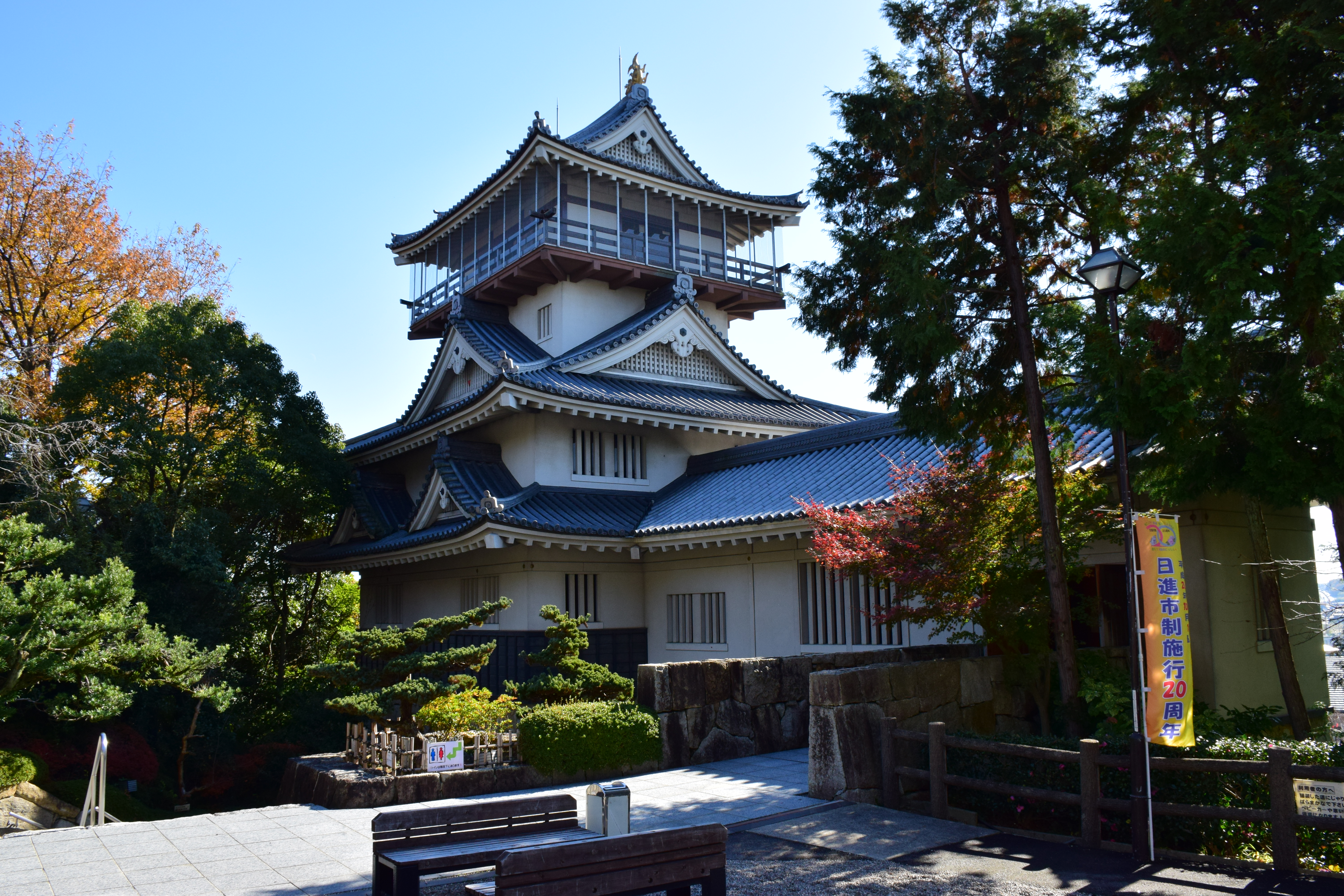
Château d'Iwasaki.